# والابی صخره دم‌قلم‌مویی
والابی صخره دم‌قلمویی (نام علمی: Petrogale penicillata) گونه‌ای کیسه‌دار عضو سرده صخره‌راسوها از تیره درازپایان است که در شمال نیو ساوت ولز و کوئینزلند جنوبی در استرالیا زندگی می‌کند. والابی صخره دم‌قلمویی همچون دیگر والابیها شب‌زی و گیاه‌خوار است.